# Boris Galerkin
Boris Grigorjewicz Galerkin, (ros. Борис Григорьевич Галёркин – Boris Grigorjewicz Galorkin ur. 20 lutego?/4 marca 1871 w Połocku, zm. 12 lipca 1945 w Leningradzie) – matematyk rosyjski.
W 1893 ukończył szkołę średnią w Mińsku, po czym studiował w Petersburskim Instytucie Technologicznym. Później jako inżynier pracował w charkowskich zakładach parowozowych i w petersburskich zakładach mechanicznych. Od 1899 był związany z rewolucyjnym ruchem marksistowskim. W 1928 został członkiem korespondentem, a w 1935 członkiem rzeczywistym Akademii Nauk ZSRR. Był laureatem Nagrody Stalinowskiej i kawalerem dwóch Orderów Lenina (1940 i 1945).
Jego imieniem nazywana jest numeryczna metoda rozwiązywania równań różniczkowych.